# Troglodyte mignon
Troglodytes troglodytes
Espèce
Synonymes
- Motacilla troglodytes Linnaeus, 1758 (protonyme)
- Nannus troglodytes (Linnaeus, 1758)

Statut de conservation UICN

LC : Préoccupation mineure
Le Troglodyte mignon (Troglodytes troglodytes) est une espèce de passereaux de la famille des Troglodytidae présente dans la quasi-totalité de l'Europe. Il est de très petite taille et d'une grande vivacité.

## Morphologie
Le Troglodyte mignon mesure de 9 à 10,5 cm, a une envergure de 14 à 15 cm et pèse entre 8 et 13 g. Son corps rond est revêtu d'un plumage brunâtre et légèrement barré. Il a en outre un bec brun foncé, mince et très pointu et des pattes rose brun,. Son iris est également brun. Ce petit oiseau est surmonté d'une petite queue, presque toujours dressée verticalement. Son plumage connaît une mue complète pendant les mois d'août et de septembre. Les individus des sous-espèces des îles Féroé (Troglodytes troglodytes borealis) et d'Islande (Troglodytes troglodytes islandicus) sont plus sombres et ont le bec plus long. Il fait partie des oiseaux les plus petits d'Europe après les différentes espèces de roitelets. Il est également le plus petit représentant de la famille des Troglodytidae.
Si, selon Svensson et al., mâles, femelles et juvéniles ne peuvent être distingués, Paul Géroudet affirme que les jeunes sont plus roux, que leur ventre présente des taches brunes foncées (et non des barres) et qu'ils n'ont pas de blanc dans les couvertures alaires,.
Le Troglodyte mignon peut vivre jusqu'à sept ans, mais prend tant de risques et affronte tant d'aléas climatiques et nutritionnels, qu'il dépasse rarement l'âge de deux ans,.

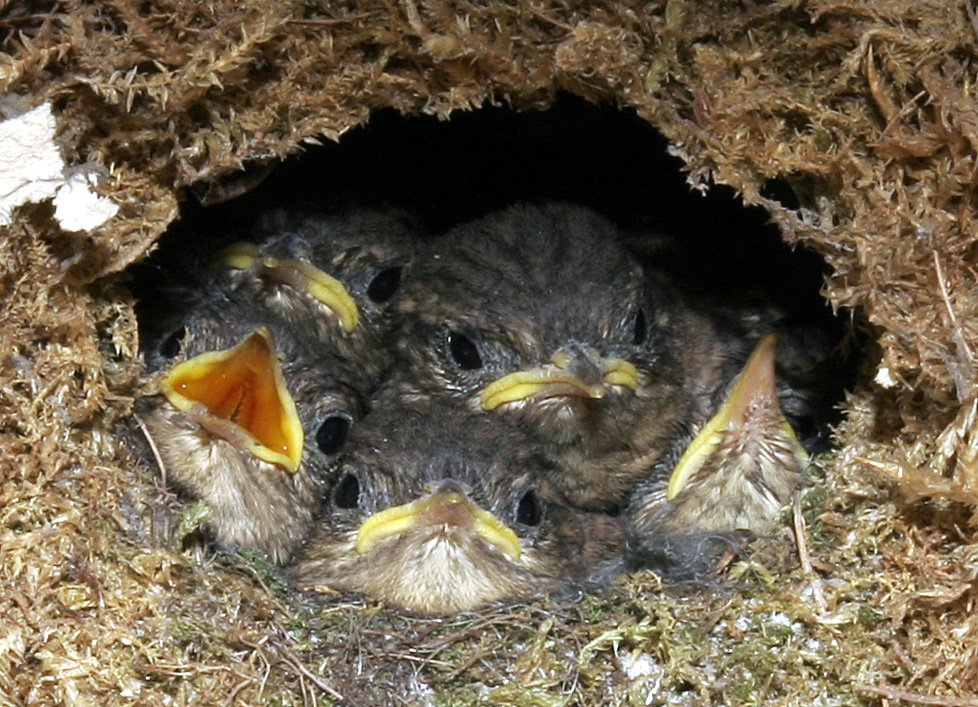
Cinq petits dans leur nid.
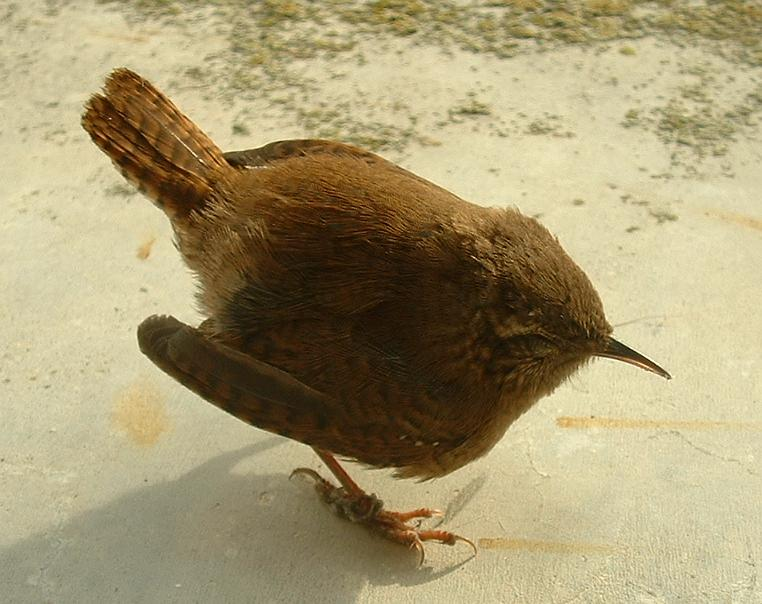
Troglodyte…
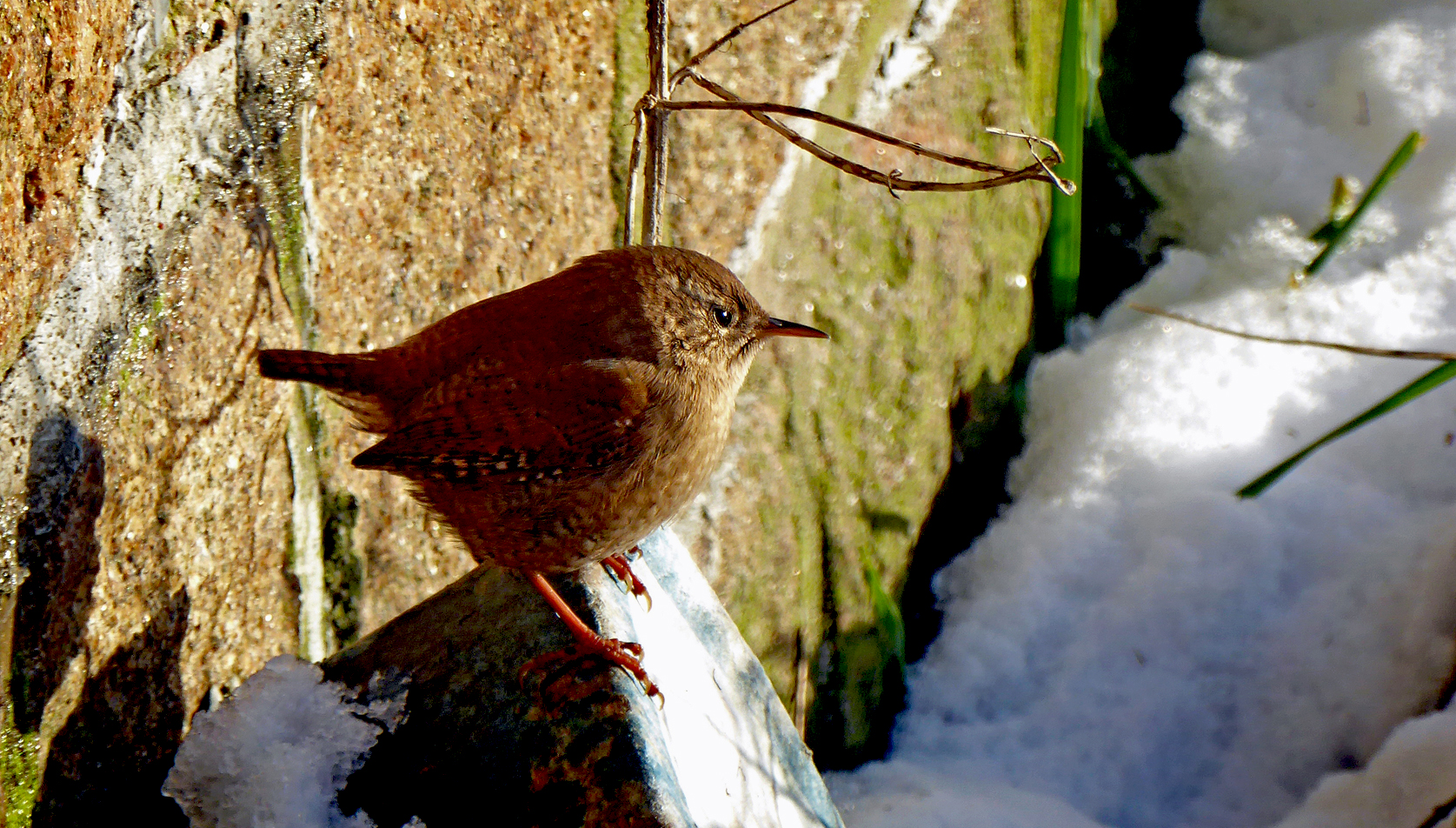
…mignon…
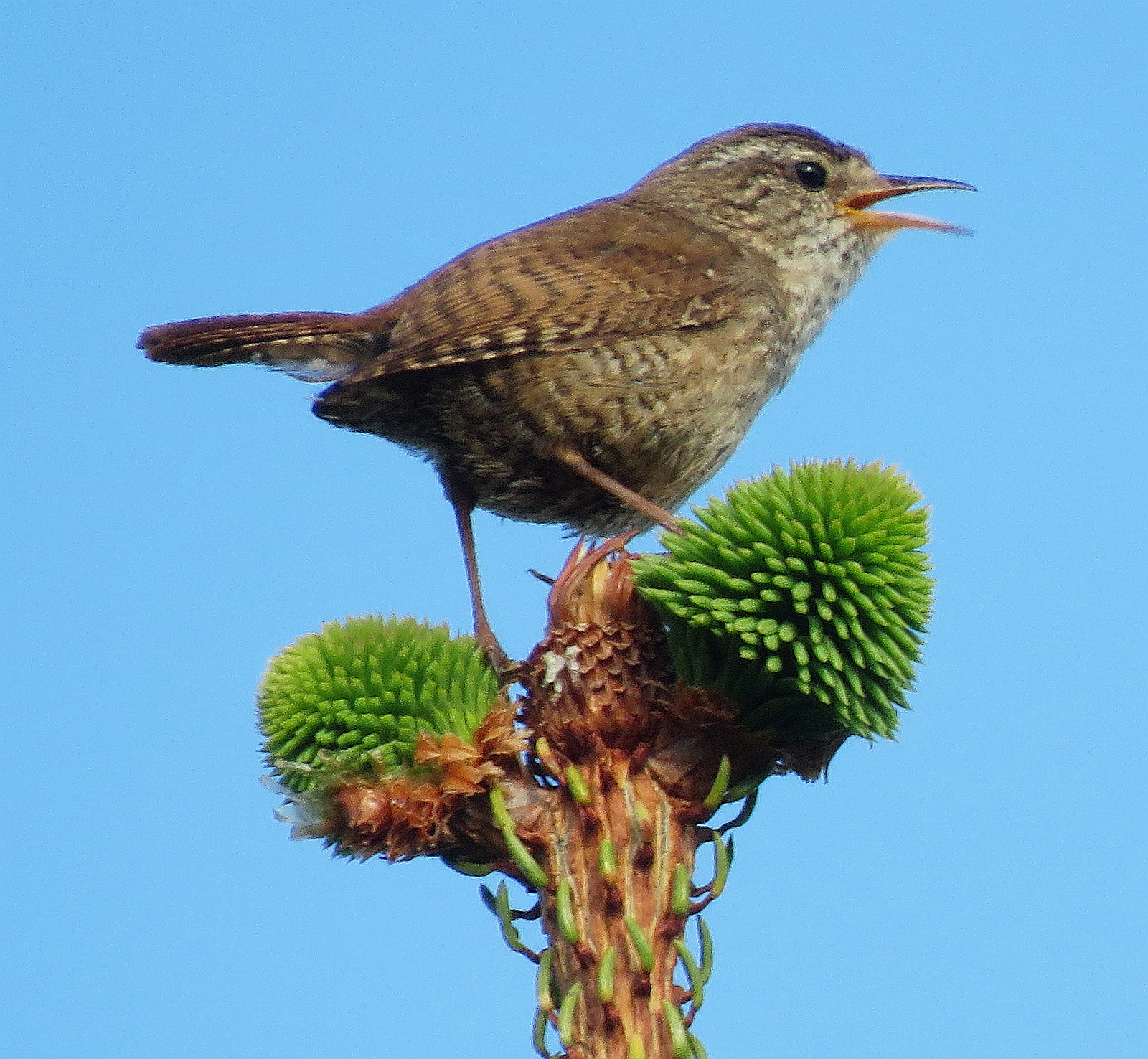
…chantant.

## Comportement

### Locomotion
Le vol du Troglodyte mignon est rectiligne sur de courtes distances. Il vole peu au-dessus du sol, avec des battements d'ailes rapides. Il peut grimper à la verticale sur un tronc grâce à ses longs doigts et à ses puissantes griffes, mais il ne peut pas descendre la tête en bas. Lorsqu'il cherche de la nourriture, il se déplace rapidement, sautillant d'un endroit à l'autre.

### Alimentation
Majoritairement insectivore, le Troglodyte mignon se nourrit principalement de petits insectes, notamment des diptères, des forficules, des hémiptères, des chenilles et des papillons, ainsi que d'autres invertébrés tels que des araignées, des petits crustacés et des mille-pattes,. Sa petite taille et son grand bec lui permettent d'accéder à des sources de nourriture inaccessibles aux autres espèces d'oiseaux. La plupart de ses proies étant actives toute l'année, contrairement à celles dont se nourrissent d'autres oiseaux tels que les hirondelles, le troglodyte ne doit pas migrer pour s'alimenter. Le froid et la neige peuvent toutefois rendre ses sources d'alimentation inaccessibles, expliquant le caractère migrateur des troglodytes de certaines régions.
Il se nourrit également occasionnellement de petites graines, surtout en hiver,. De temps en temps, il mange des mûres, des framboises et des baies de sureau. Il lui arrive également de manger des raisins en se faufilant à travers les filets à fruits[réf. nécessaire]. Il se nourrit parfois avec le Blaireau européen, profitant des proies qui sont dérangées par ce dernier.
Alors que les femelles ne cherchent en principe leur nourriture qu'à proximité du sol, les mâles s'aventurent aussi dans des branches plus élevées. Le Troglodyte mignon se nourrit également tendanciellement plus haut au printemps, lorsque les chenilles sont dans les arbres. Le troglodyte se faufile à travers le sous-bois, s'introduisant avec son bec long et fin dans les moindres fissures et fentes de l'écorce ainsi que dans les trous de branches pour y dénicher des insectes, des araignées et des larves. Les parties indigestes de la chitine sont régurgitées sous forme de pelotes de réjection. Au bord de l'eau, le troglodyte se nourrit de petits animaux aquatiques.
Le Troglodyte mignon passe une partie importante de ses journées à se nourrir et suit, pour ce faire, un itinéraire qu'il répète régulièrement. Il peut également entrer à l'intérieur des maisons pour y trouver des insectes. Il a par ailleurs été mesuré chez des individus en captivité qu'ils mangent une quantité de nourriture supérieure à leur propre poids chaque jour.

### Comportement social

#### Comportement
Le Troglodyte mignon est actif le jour et au crépuscule, même si la migration est plutôt nocturne. Le troglodyte quitte son gîte dès les premières lueurs du jour et le retrouve peu après la tombée de la nuit. Pendant les phases de repos, le troglodyte se tient seul dans la végétation dense du sol ou des arbustes, plus rarement dans un de ses nids. Il se faufile souvent avec vivacité et habileté d'un buisson à l'autre. Les femelles passent toutefois la nuit au nid pendant la période de reproduction.

Le troglodyte nettoie généralement son plumage au sol, dans une végétation dense. Pour ce faire, il utilise son bec et enduit son plumage d'une sécrétion provenant de sa glande cricoïde. Le bec est généralement aiguisé sur des petites branches pour être nettoyé[réf. nécessaire]. Pour se baigner, il recherche l'herbe humide ou prend un bain de poussière, de sable ou de soleil. Il va rarement dans l'eau. Il fait sa toilette régulièrement, probablement parce qu'il entre souvent en contact avec des toiles d'araignées et de poussière en passant l'essentiel de son temps près du sol, mais également après des moments de stress ou d'excitation, par exemple après avoir été bagué. 

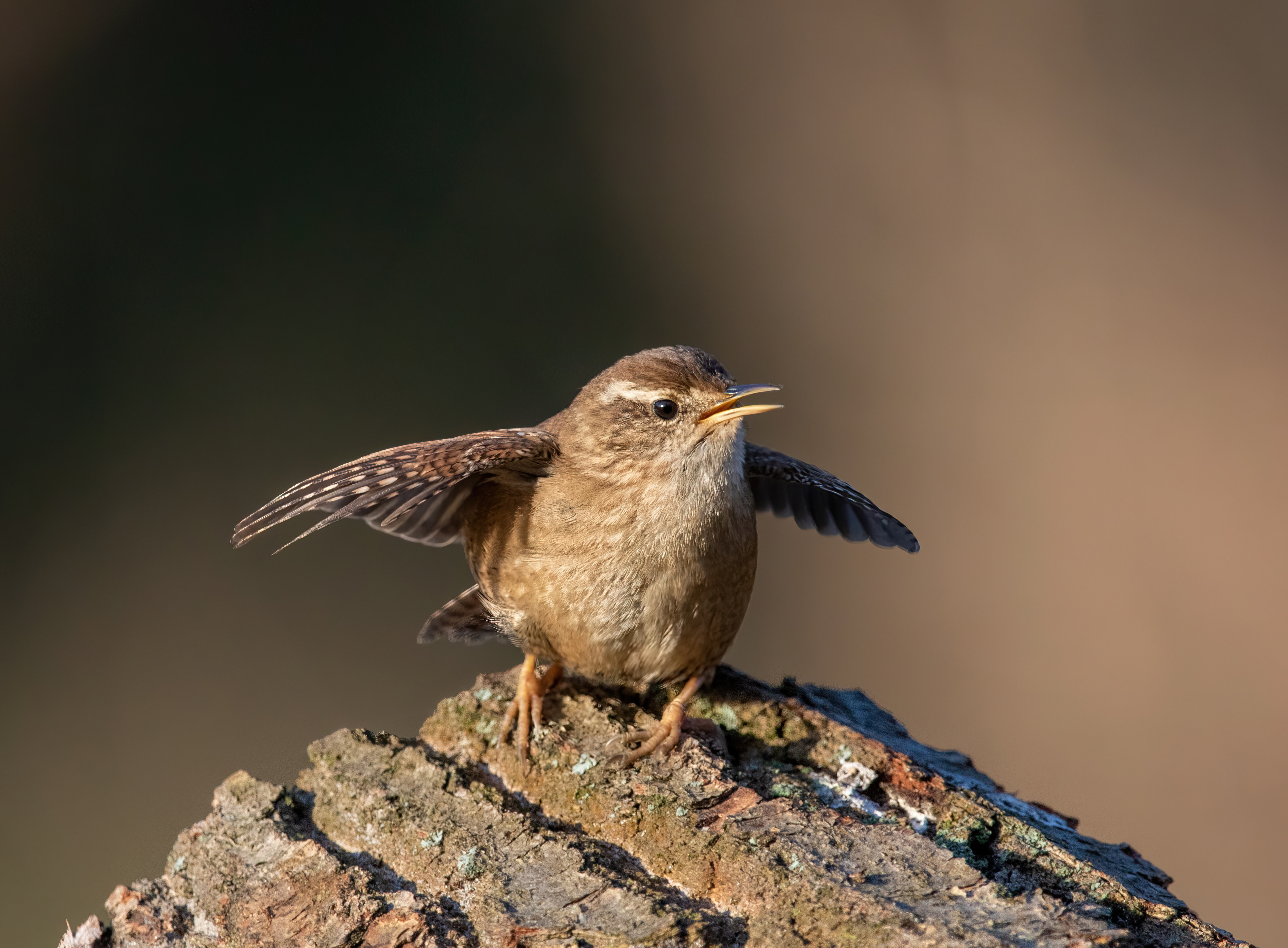
Troglodyte mignon chantant à Franconville (France).

Le mâle du Troglodyte mignon est territorial et solitaire. Il défend son territoire pendant la plus grande partie de l'année. Si le chant depuis un perchoir élevé ne suffit pas, les congénères mâles sont poursuivis en criant et des combats violents ont lieu souvent. L'intensité de la défense du territoire est plus forte à proximité des nids et s'affaiblit quelque peu vers les frontières. Les femelles peuvent nicher à proximité immédiate les unes des autres, le plus souvent sans conflit, mais défendent en revanche leurs zones d'alimentation en hiver. Les jeunes oiseaux dans leur première année de vie peuvent se rassembler en petits groupes.
Le troglodyte dresse sa queue en cas d'excitation légère, la plie en position assise, en cas d'excitation moyenne et a tendance à muer en sursaut en cas d'excitation forte et soudaine. Les mâles excités montrent généralement une queue dressée et chantent plus fort. Lorsque le troglodyte perçoit d'autres animaux, il se comporte généralement de manière discrète dans les buissons et exploite habilement les abris. Alors que les femelles ont une faible distance de fuite et se comportent de manière très réservée, les mâles avertissent en cas de danger par des cris violents et semblent excités. Souvent, ce sont surtout les mâles qui, par leur sifflement, font fuir avec succès les écureuils et les chats.
En hiver, par grand froid, les troglodytes essaient parfois de se protéger la nuit en dormant en groupe. Pour ce faire, jusqu'à vingt oiseaux se couchent en cercle, serrés les uns contre les autres, dans un vieux nid ou un nichoir, la tête vers l'intérieur et la queue vers l'extérieur. Certains dortoirs sont utilisés régulièrement pendant plusieurs hivers. Occasionnellement, les troglodytes utilisent aussi les nids d'autres oiseaux pour passer la nuit. Ils ne se joignent en revanche pas aux rondes de passereaux en quête de nourriture pendant l'hiver.

#### Chant

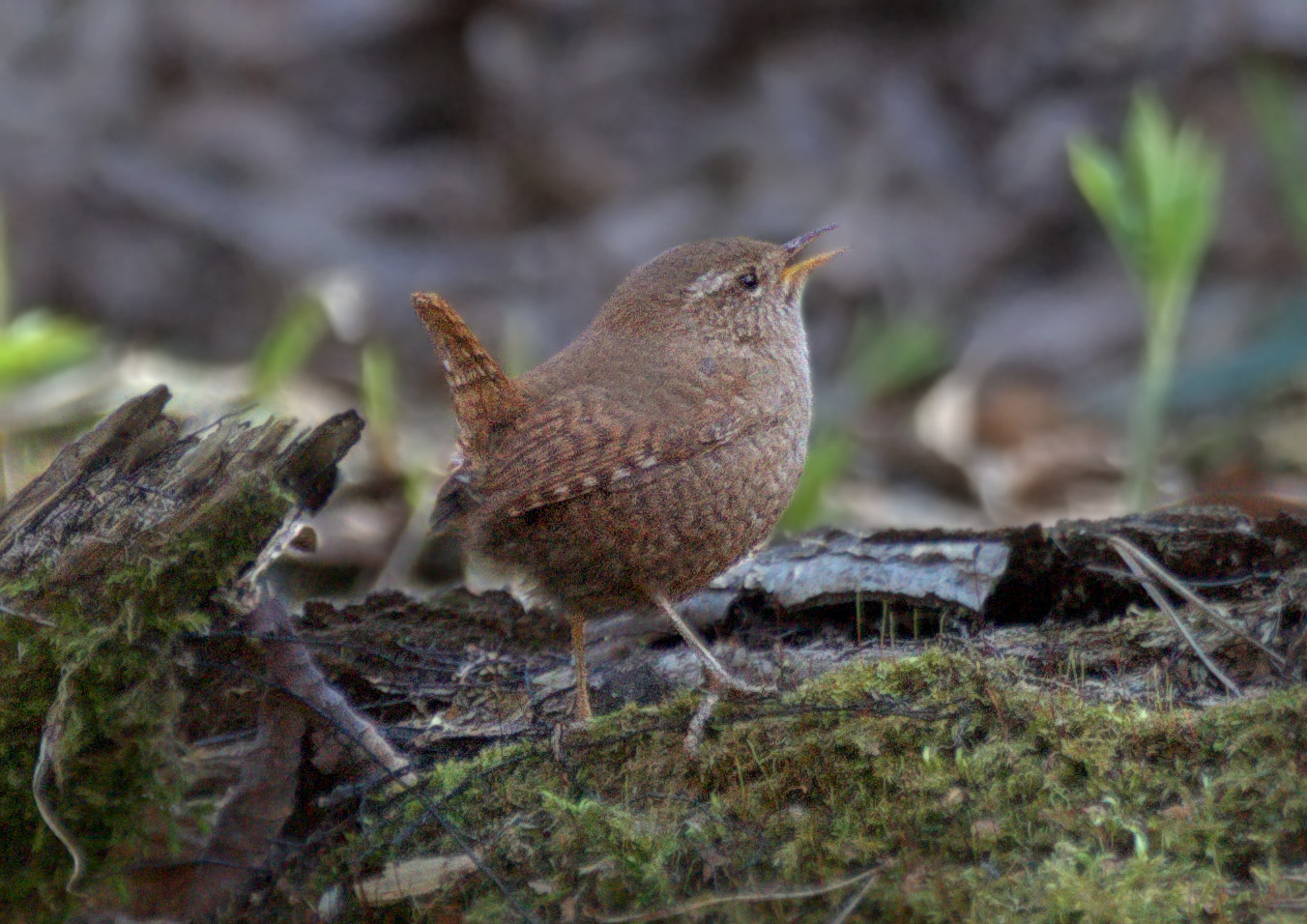
Troglodyte mignon chantant.

Le chant du Troglodyte mignon est puissant et mélodieux et est composé d'une longue série de notes aiguës et de trilles répétitifs. Proportionnellement à sa taille, le chant serait dix fois plus fort que celui du coq domestique. Le troglodyte utilise son chant pour défendre son territoire, mais aussi pour attirer des femelles. Son chant est plus rapide dans le premier cas que dans le second. De février à juin, il chante très régulièrement pendant les cinq à six heures qui suivent le lever du soleil. Il est également possible de l'entendre en hiver,. Il chante uniquement lorsqu'il se trouve dans son territoire, si bien que les migrateurs ne chantent pas en hiver.
Lorsqu'il est excité, le Troglodyte mignon pousse des cris ; c'est souvent un « trrrrt » roulé ou un « tic tic tic... » sec.

### Reproduction

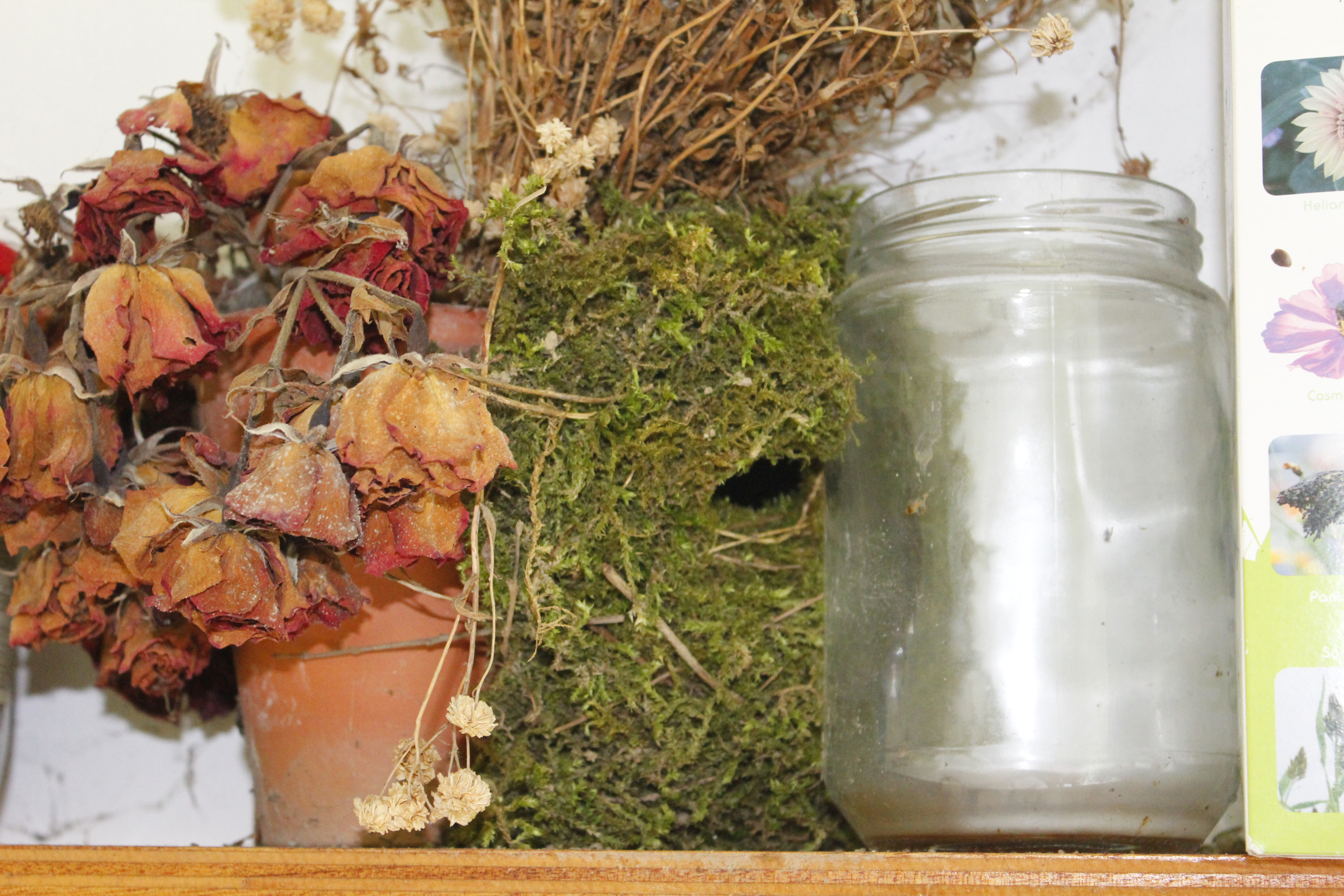
Nid de Troglodyte mignon.

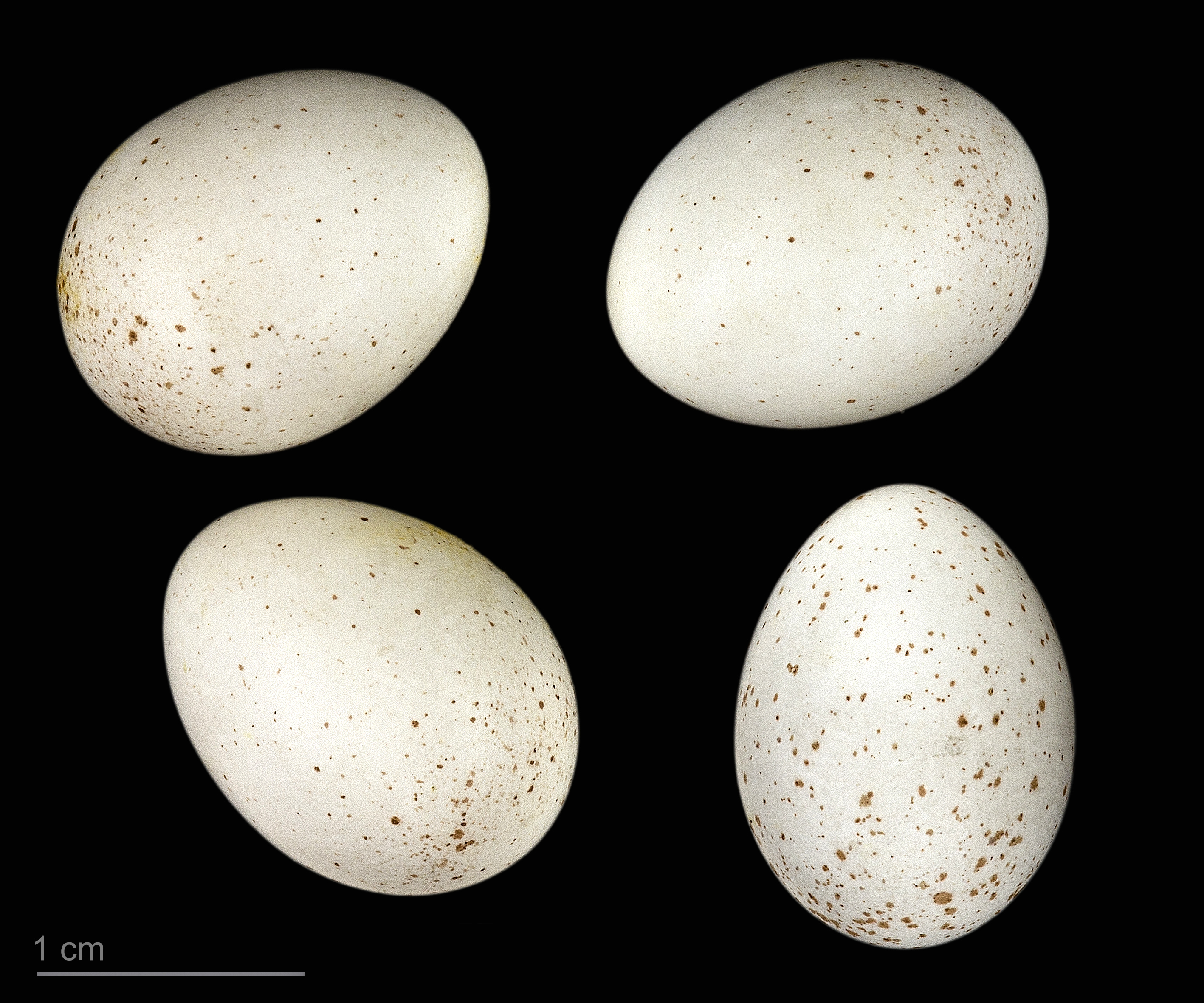
Œufs de Troglodytes troglodytes troglodytes - Muséum de Toulouse

Le Troglodyte mignon mâle est souvent polygame en Europe occidentale, du moins dans les régions tempérées,,. Dans le nord de son aire de distribution et sur les îles, où la nourriture est plus rare, il est généralement monogame. Contrairement à la plupart des espèces de Passeri, c'est le mâle qui construit le nid. Il édifie en moyenne entre six et douze nids de mousse à ouverture latérale, de forme sphérique, entre le niveau du sol et deux mètres de hauteur, dans le creux d'un arbre, le trou d'un mur, dans un tas de branches, dans un fourré, etc.. Il est, après l'hirondelle et la Chouette effraie, l'oiseau le plus susceptible de construire un nid à l'intérieur d'un bâtiment. Les nids mesurent en moyenne 11 cm de haut pour 13 cm de large et 14 cm de profondeur. Les matériaux utilisés (mousse, branches, foin, etc.) dépendent du lieu de construction du nid. La construction intervient souvent pendant ou juste après une averse, les matériaux se resserrant ensuite en séchant, contribuant à la solidité du nid. Il arrive également que le troglodyte humidifie volontairement les matériaux qu'il utilise. Le Troglodyte mignon aménage parfois également d'anciens nids d'hirondelles, de moineaux, de Fauvettes à tête noire, de Merles noirs ou de Cincles plongeurs,. Il est également connu pour construire son nid dans des endroits inattendus, tels qu'une sacoche de vélo ou la poche d'un vêtement en train de sécher.
La forme sphérique du nid du Troglodyte mignon est peu fréquente chez les oiseaux européens, mais est partagée par quelques autres espèces dont l'Hirondelle de fenêtre, la Pie bavarde, le Cincle plongeur ou la Mésange à longue queue. Elle a l'avantage de mieux protéger contre la chaleur et de rendre les œufs et les poussins moins visibles pour les prédateurs. Lorsqu'il construit ses nids, le Troglodyte mignon s'arrête toutes les vingt minutes environ pour défendre son territoire - en chantant et en le parcourant - et pour se nourrir.
À la saison des amours, la femelle parcourt les territoires occupés par les mâles et ceux-ci lui présentent les nids qu'ils ont construit,. Le mâle réalise également une parade nuptiale qui inclut des sons de vibration émis avec les ailes et le remuement de gauche à droite et de haut en bas de la queue déployée. Il présente parfois également des matériaux de construction (mousses ou feuilles) à la femelle. La femelle choisit le nid qui lui plaît le plus, puis elle finit d'en aménager l'intérieur en y amenant des centaines de petites plumes,. Le nid retenu par la femelle est généralement celui qui est le mieux caché, et donc le mieux protégé contre les prédateurs.

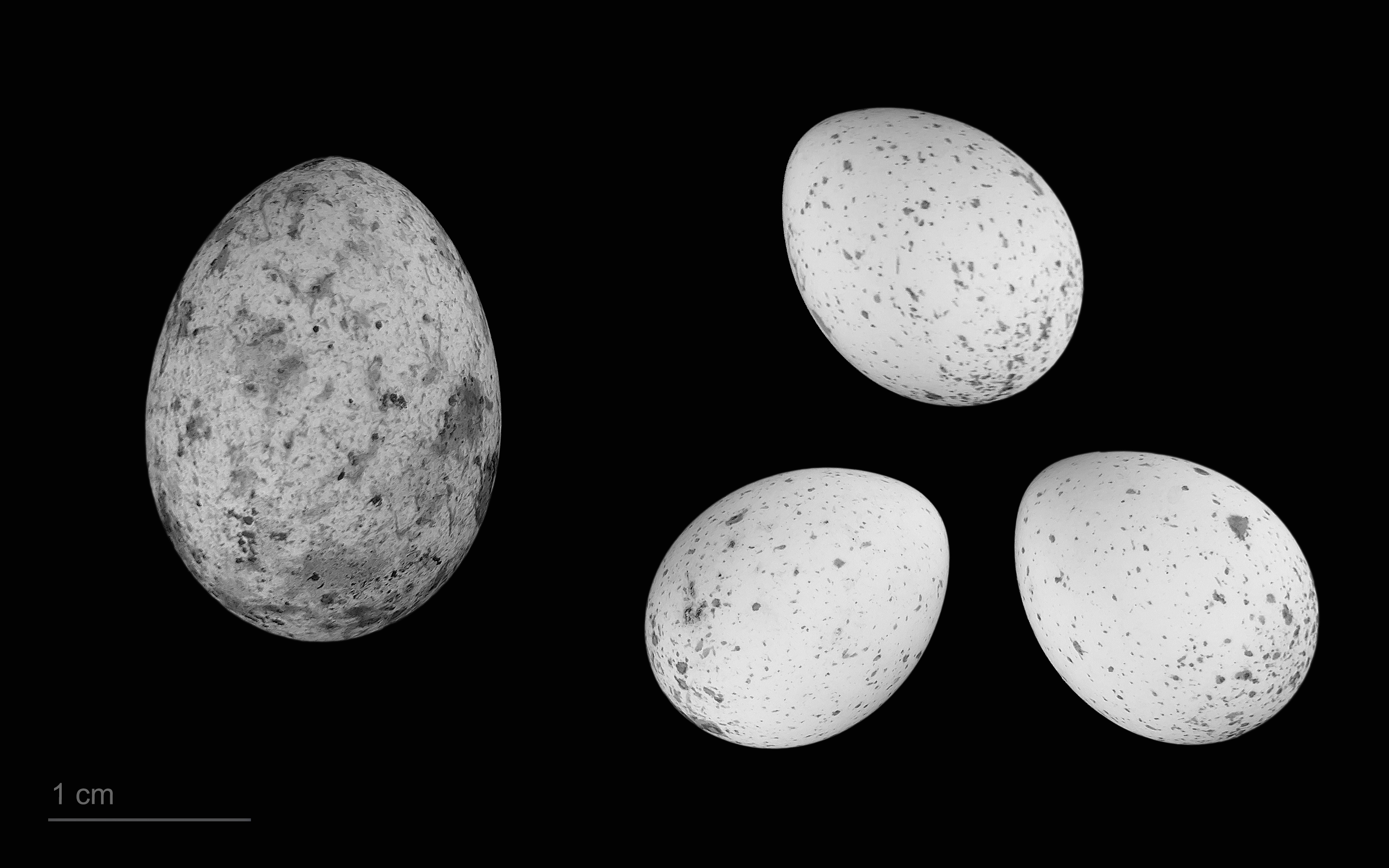
Œuf de Coucou gris (à gauche) trouvé dans un nid de Troglodyte mignon (œufs à droite) - Muséum de Toulouse.

Après l'accouplement, la femelle pond et couve seule généralement cinq à sept œufs blancs tachetés de rouge, et ce dès la mi-avril,. Le mâle essaie alors d'attirer une ou deux autres femelles pour occuper un ou deux autres des nids qu'il a construit. L'incubation dure de 14 à 16 jours. Lorsque les petits sont encore au nid, ils sont souvent nourris uniquement par la femelle. Pendant la première semaine qui suit leur sortie du nid, le mâle participe également au nourrissement des jeunes et les guide vers un nid vide pour passer la nuit, tandis que lui-même dort seul. Les petits volent vers 16-17 jours. Une seconde ponte a généralement lieu à la mi-juin, les couples changeant parfois entre les deux pontes. Les jeunes de cette deuxième ponte restent trois semaines avec leurs parents. Les couvées sont en moyenne plus petites sur les îles.
La plus grande partie des pertes pendant la couvaison et l'incubation est due à des prédateurs, mais il arrive également, rarement, que le nid soit parasité par le Coucou gris.
Des observations de Troglodytes mignons nourrissant de jeunes Mésanges charbonnières ont déjà eu lieu, tandis que des jeunes troglodytes sont parfois nourris par des Pouillots véloces.

## Répartition et habitat

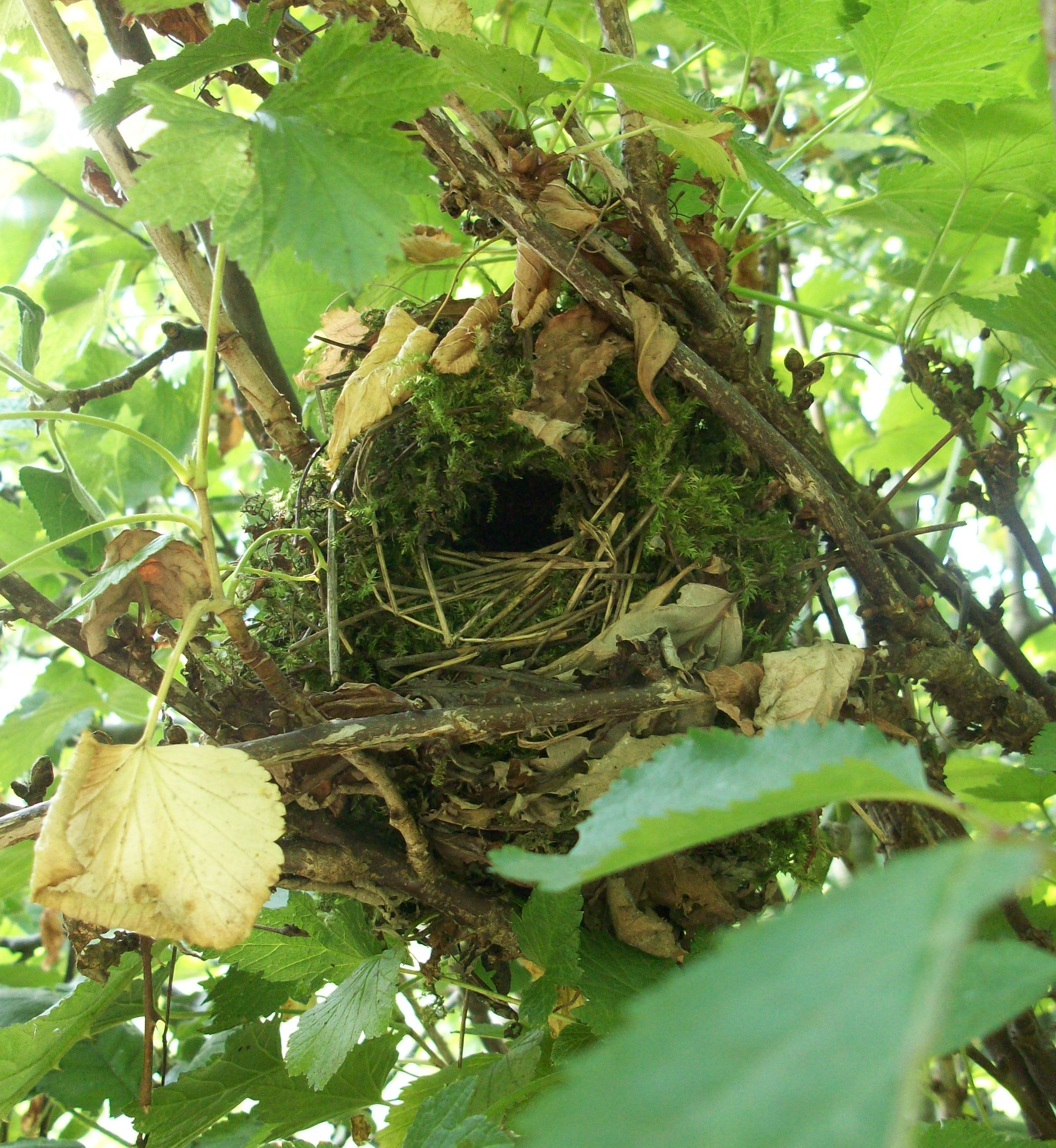
Nid en milieu naturel.

### Habitat
Cet oiseau habite communément dans les forêts tempérées - notamment les frênaies humides, les forêts d'aulnes et de bouleaux - et boréales, les sous-bois, les landes, les parcs, les cimetières et les jardins à épais fourrés,,. Il vit dans des régions allant de la plaine à 4 575 mètres d'altitude dans l'Himalaya. En Valais, dans les Alpes suisses, il niche jusqu'à une altitude de 2 400 mètres.
Le Troglodyte mignon profite de la variété des milieux qu'il peut occuper. En Suisse, c'est ainsi l'espèce qui occupe la proportion la plus importante du territoire national après le Rougequeue noir. Il est également extrêmement répandu en Allemagne.
La densité de territoires varie selon les milieux. En Suisse, on compte en moyenne 16 territoires de Troglodyte mignon par kilomètre carré entre 900 et 1 700 mètres d'altitude. Les densités sont particulièrement fortes dans le massif du Jura et dans les Préalpes.

### Répartition
Le Troglodyte mignon vit en Europe, en Afrique du Nord et dans une grande partie de l'Asie. En Europe, il est absent du nord de la Fennoscandie, du nord de la Russie, des Canaries et des Açores, mais est en revanche présent sur de nombreuses îles de l'Atlantique Nord et de la Méditerranée,.

Le territoire européen représente moins d'un quart de l'aire de répartition mondiale du troglodyte. La population européenne est numériquement très importante, les estimations allant de 32 700 000 à 56 500 000 couples nicheurs. La tendance entre 1980 et 2013 est à la hausse. Une étude portant sur l'Allemagne entre 1989 et 2004 parvient à la même conclusion. Le Royaume-Uni abrite à lui seul 7 000 000 de couples nicheurs, ce qui en fait l'espèce la plus fréquente, 10 % des oiseaux nicheurs du pays étant des Troglodytes mignons,,. 

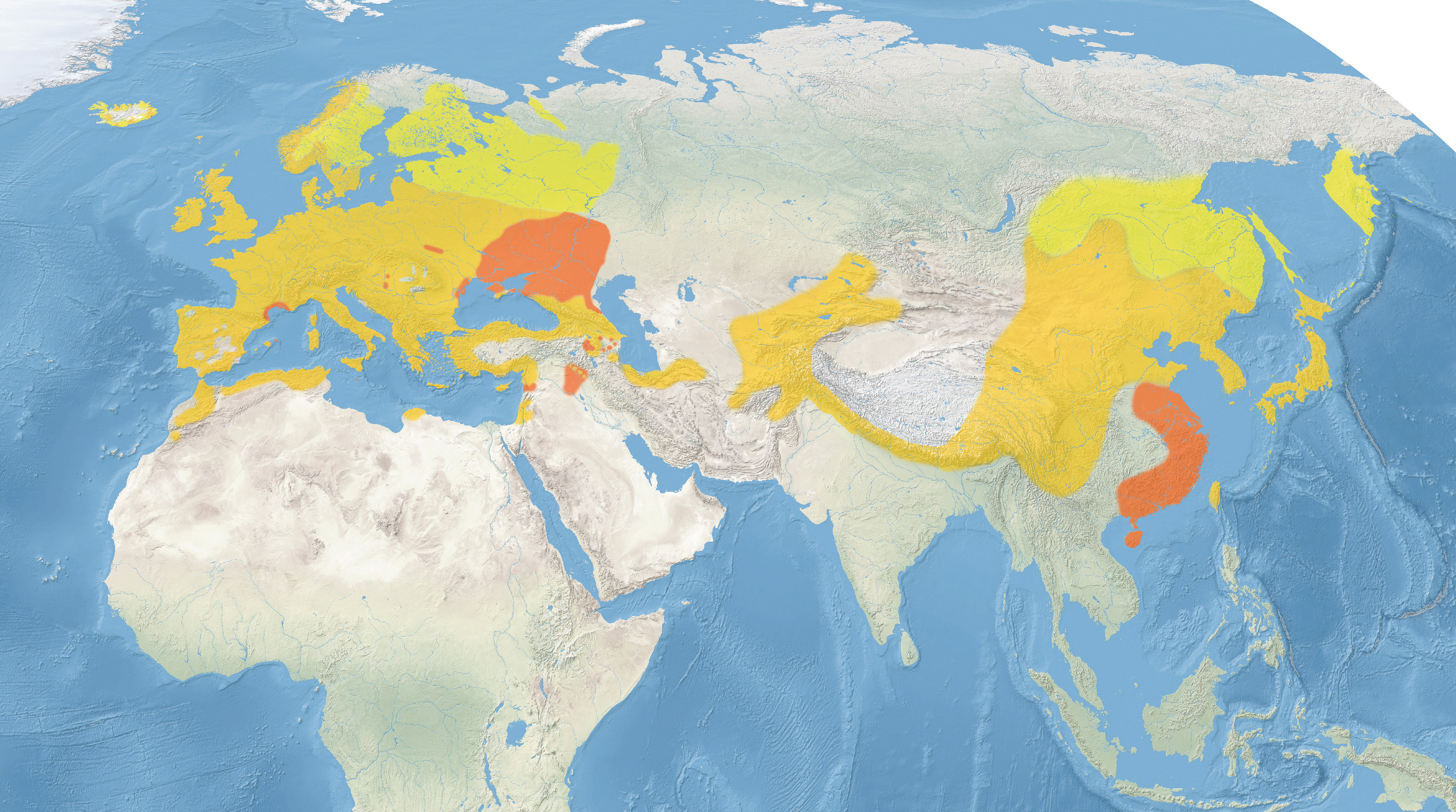
Carte de distribution du Troglodyte mignon. Jaune clair : zones de reproduction estivales ; jaune foncé : zones de résidence permanente ; orange : zones d'hivernage.

L'espèce n'est pas considérée comme menacée et est classée en préoccupation mineure. La population peut décliner fortement en cas d'hiver rigoureux, notamment en raison de l'inaccessibilité des sources de nourriture recouvertes de neige, mais les effectifs remontent ensuite rapidement,,. Localement, le Chat domestique peut représenter une cause importante de mortalité.
Le Troglodyte mignon est la seule espèce de la famille des Troglodytidae à ne pas vivre sur le continent américain. Cette famille est en effet originaire d'Amérique centrale et le Troglodyte mignon serait arrivé dans l'Ancien Monde en franchissant la Béringie, un pont terrestre reliant la Sibérie à l'Alaska qui a été submergé par les eaux il y a 11 000 ans. Au Royaume-Uni, il est la seule espèce dont la famille est originaire du Nouveau Monde.

### Migration
Le Troglodyte mignon est sédentaire dans la plus grande partie de l'Europe, mais est migrateur dans certaines parties du nord du continent. Edward Allworthy Armstrong estime qu'il est migrateur en deçà d'un isotherme de janvier de 20° Fahrenheit (soit environ -6.6°C). Les individus qui migrent hivernent en Europe de l'Ouest. Les jeunes qui n'ont pas encore de territoire se joignent le plus souvent à ces migrations. Les migrations ont lieu de nuit, entre mars et fin avril et entre septembre et mi-novembre. Au cours de 40 dernières années, la période de migration est devenue plus précoce au printemps, probablement en raison du changement climatique. Ce petit oiseau effectue également des migrations à courte distance. Ainsi, les individus qui nichent en montagne descendent souvent en plaine pendant l'hiver.
Les habitats dans les quartiers d'hiver se trouvent souvent dans des forêts caractérisées par une couche herbacée dense. Les habitats riches en roseaux sont également volontiers acceptés. Contrairement à la période de reproduction, les Troglodytes mignons sont souvent présents pendant l'hiver dans les agglomérations, dans les écuries, les granges, les serres et autres lieux similaires.

## Systématique
En 1555, le naturaliste suisse Conrad Gessner utilise le nom latin Passer troglodyte pour le Troglodyte mignon dans son Historiae animalium. L'espèce est ensuite nommée Motacilla Troglodytes par Carl von Linné dans la dixième édition de Systema Naturae en 1758. L'épithète spécifique vient du grec ancien trōglodutēs qui signifie "habitant des cavernes". L'espèce est actuellement placée dans le genre Troglodytes qui a été introduit par l'ornithologue français Louis-Pierre Vieillot en 1809.
En raison des analyses génétiques réalisées au cours des dernières années, deux anciennes sous-espèces d'Amérique du Nord sont dorénavant considérées comme des espèces à part entière (Troglodytes hiemalis et Troglodytes pacificus (es), le Troglodyte de Californie),. Ces deux espèces ont un chant différent de celui du Troglodyte mignon, mais les trois espèces se ressemblent morphologiquement beaucoup,.

### Synonymie
- Motacilla troglodytes Linnaeus, 1758 protonyme
- Nannus troglodytes

### Sous-espèces

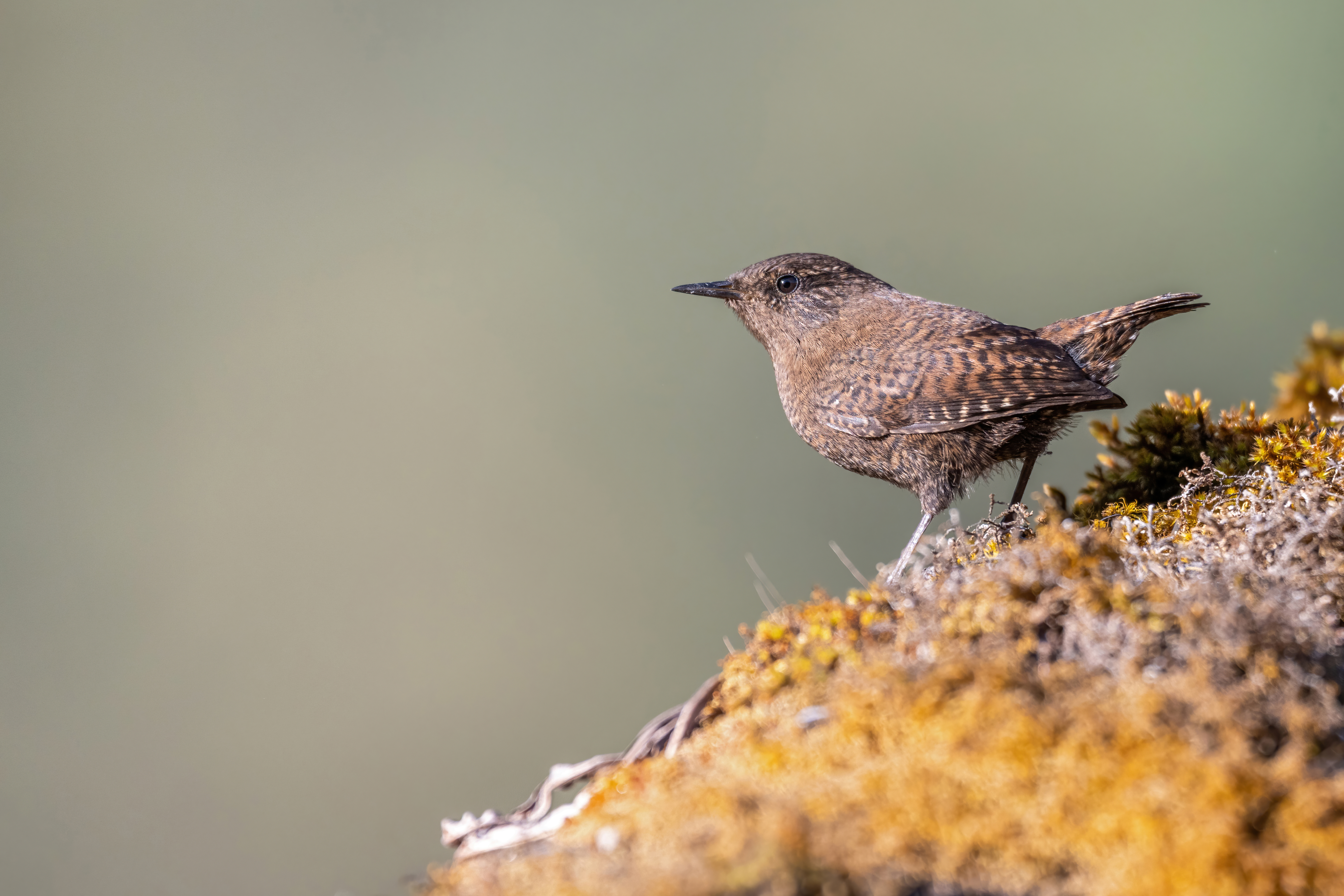
La sous-espèce T. t. nipalensis.

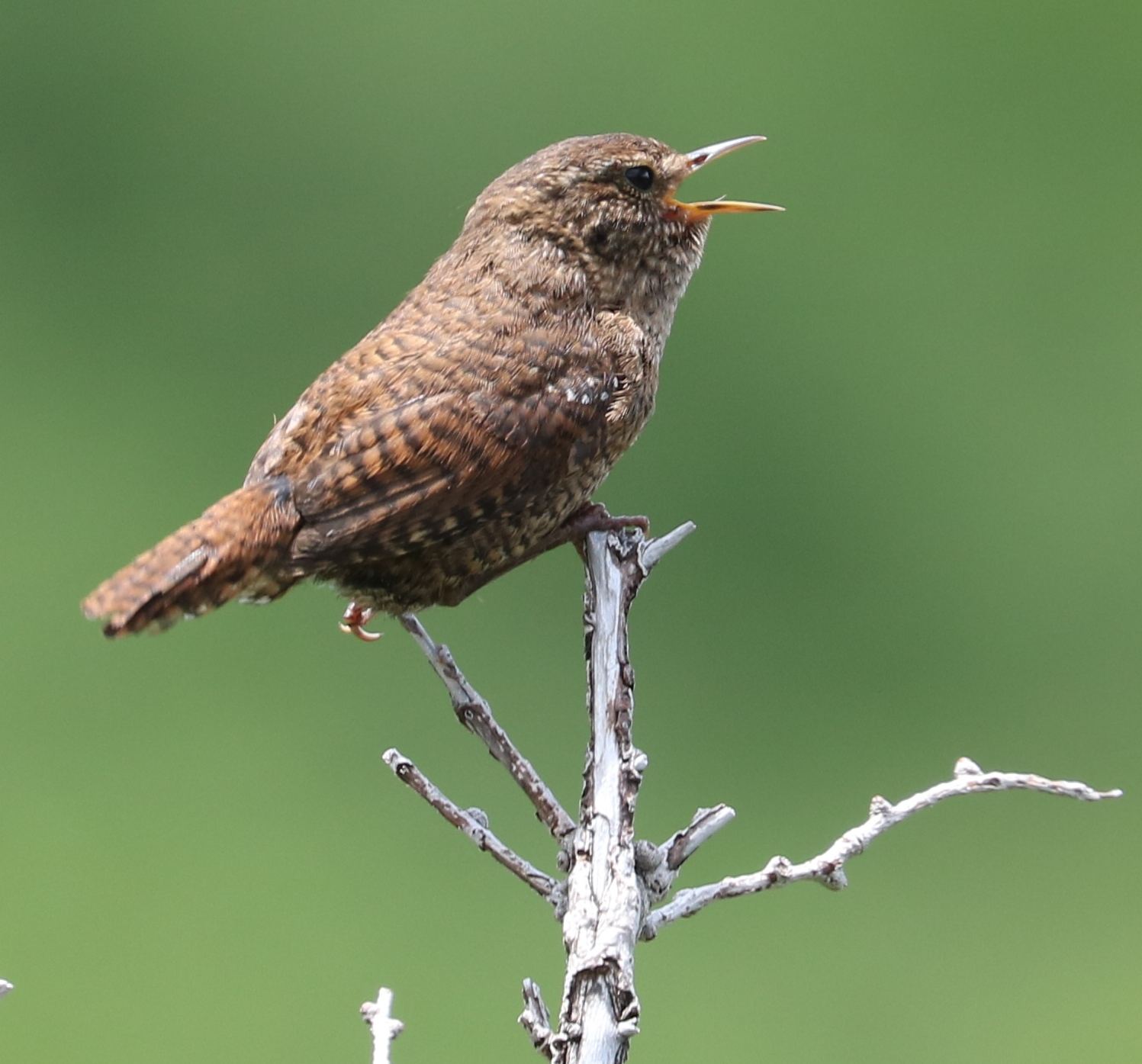
La sous-espèce T. t. fumigatus.

Selon la classification de référence du Congrès ornithologique international (15.1, 2025) il se répartit en 28 sous-espèces (ordre phylogénique), dont certaines ne comptent que quelques centaines d'individus :
- T. t. islandicus — Islande ;
- T. t. borealis — îles Féroé ;
- T. t. zetlandicus — Shetland ;
- T. t. fridariensis — Fair Isle.
- T. t. hirtensis — Saint-Kilda ;
- T. t. hebridensis — Hébrides ;
- T. t. indigenus — Grande-Bretagne ;
- T. t. troglodytes — Europe continentale ;
- T. t. kabylorum — Baléares et en Afrique du Nord ;
- T. t. koenigi — Corse et Sardaigne ;
- T. t. juniperi — nord-est de la Libye ;
- T. t. cypriotes — Chypre et Israël ;
- T. t. hyrcanus — Crimée, Caucase, nord de l'Irak et de l'Iran ;
- T. t. tianschanicus — des monts Tian au nord-est de l'Afghanistan ;
- T. t. subpallidus — de l'Elbourz au nord-ouest de l'Afghanistan ;
- T. t. magrathi — Spīn Ghar ;
- T. t. neglectus — ouest de l'Himalaya ;
- T. t. nipalensis — centre/est de l'Himalaya ;
- T. t. idius — centre-nord de la Chine ;
- T. t. szetschuanus — centre-est de la Chine ;
- T. t. talifuensis — sud de la Chine, nord-est de la Birmanie ;
- T. t. dauricus — Manchourie, Corée et Tsushima ;
- T. t. pallescens — péninsule du Kamchatka et îles du Commandeur ;
- T. t. kurilensis — nord des Kouriles ;
- T. t. fumigatus — sud des Kouriles, Sakhaline, Japon ;
- T. t. mosukei — îles Izu et Daitō ;
- T. t. ogawae — îles de Tanega-shima et Yaku-shima ;
- T. t. taivanus — Taïwan.

## Le Troglodyte mignon dans la culture populaire
Dans le folklore européen, le Troglodyte mignon est le roi des oiseaux. Selon une fable attribuée à Ésope par Plutarque, lorsqu'un aigle et un troglodyte s'efforcent de voler le plus haut, le troglodyte se repose sur le dos de l'aigle, et lorsque l'aigle se fatigue, le troglodyte s'envole au-dessus de lui. Ainsi, selon Plutarque, le troglodyte prouve que l'intelligence est supérieure à la force. La majesté du troglodyte est reconnue dans des histoires telles que Le troglodyte et l'ours des frères Grimm. Aristote et Plutarque ont appelé le troglodyte basileus (roi) et basiliskos (petit roi). En allemand, le troglodyte est appelé Zaunkönig (roi de la clôture) ou Schneekönig (roi de la neige), et en néerlandais, c'est winterkoning (roi de l'hiver), noms qui font tous référence à la royauté. Au Japon, le troglodyte est qualifié de roi des vents. Le mythe japonais du Troglodyte parmi les faucons voit le troglodyte réussir à chasser un sanglier que les faucons ne pouvaient pas chasser, en volant dans son oreille et en le rendant fou.
Le troglodyte était un oiseau sacré pour les druides, qui le considéraient comme le « roi de tous les oiseaux » et utilisaient ses notes musicales pour la divination. La reine des fées, qui changeait de forme, prenait l'apparence d'un troglodyte, connu sous le nom de « Jenny Wren » dans les comptines. La plume d'un troglodyte était considérée comme un charme contre les catastrophes ou les noyades.
Le troglodyte figure également dans la légende de saint Étienne, le premier martyr chrétien, qui aurait été trahi par l'oiseau bruyant alors qu'il tentait de se cacher de ses ennemis. Traditionnellement, le jour de la Saint-Étienne (26 décembre) est commémoré par la chasse au troglodyte, au cours de laquelle les jeunes attrapent l'oiseau et le font défiler rituellement dans la ville, comme le décrit la traditionnelle « chanson du troglodyte ».
Selon Suétone, l'assassinat de Jules César a été prédit par un troglodyte malheureux. La veille des Ides de mars, on vit un troglodyte poursuivi avec frénésie par divers autres oiseaux. Un brin de laurier bien en évidence dans son bec, le troglodyte s'envola désespérément vers le Sénat romain, mais là, ses poursuivants le rattrapèrent et le mirent en pièces.